# 畢爾包地鐵
畢爾包地鐵（西班牙語：Metro de Bilbao）是位於西班牙巴斯克自治區畢爾包的地鐵系統。畢爾包地鐵路線有3條路線，沿毕尔巴鄂河口兩岸分布，總長度為49.16公里，共有48個車站，其中地下30站、地上18站。畢爾包地鐵是西班牙第四個地鐵系統，乘客數則位居西班牙第三位。畢爾包地鐵第一條通車的路線通車於1995年，並以其具現代感的設計而聞名。畢爾包地鐵屬於畢爾包鐵路系統的一部分。

## 歷史

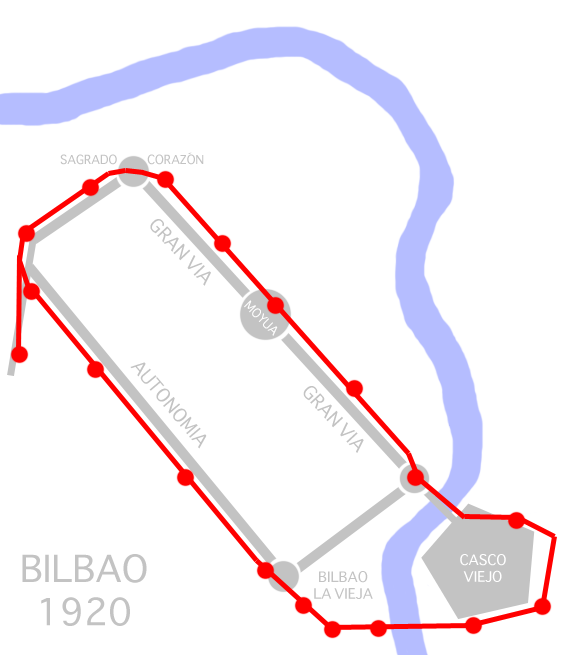
1920年代的地鐵規劃

### 規劃
畢爾包地鐵最早在1920年代提出計畫，然而因為西班牙内战而被擱置，直到1970年代才重新提出，1971年成立委員會討論畢爾包交通問題，1975年比斯開運輸聯盟成立，並在隔年提出 5 條線路的計畫。1977年，批准該畢爾包地鐵計畫的過程開始，各級政府之間的分歧導致批准過程拖延，直到1987 年巴斯克政府才批准了建設和資助畢爾包地鐵的計劃。

### 建設開通
工程於1988 年正式開始，首先開始建設的是從畢爾包到普伦特西亚的1號線，並在1995年11月11日開通。1997年3月21日，2號線開工建設，2002年4月13日， 2號線開通。2010年2號線桑圖爾特西站開通一條纜索鐵路，連接馬里加社區，稱為馬里加列車，至2014年完成計畫中的2號線建設。

### 3號線
2007年2月21日，3號線的計畫公佈，3號線前身是1882年之後陸續開通的巴斯克鐵路，1972年西班牙窄軌鐵路公司接管長年虧損的巴斯克鐵路，1982年轉交巴斯克政府成立的巴斯克鐵路公司運營，3號線公布前畢爾包端的終點為巴斯克鐵路埃切瓦里站。2009年巴斯克政府提出了連接毕尔巴鄂機場的鐵路項目，該項目將使機場與馬蒂科站之間用時縮短至7分鐘。該路線並預計由巴斯克鐵路公司運營，將在馬蒂科站與3號線相連，促使巴斯克鐵路公司成為3號線營運商。2009年3號線動工，2017年4月8日開通，在同一線路運營的巴斯克鐵路公司通勤線路也延伸至馬蒂科站。
3號線路線計畫公布後便存在爭議。首先是與最初計畫不同，全線都在毕尔巴鄂河口右岸，引起左岸居民不滿，其次是營運商巴斯克鐵路公司的形象不如畢爾包地鐵公司，也引起爭議，即使3號線確實達到地鐵的服務頻率。

## 路线

路線與票價分區圖

與巴斯克地區多數鐵路相似，畢爾包地鐵採用1000mm軌距，是少數使用米轨軌距的地鐵系統。
| 標誌 | 路線  | 起迄站                    | 開通年分 | 長度 (km) | 車站數 | 營運商         |
| ---- | ----- | ------------------------- | -------- | --------- | ------ | -------------- |
|      | 1號線 | 埃切瓦里站 - 普倫特西亞站 | 1995     | 33.3      | 29     | 畢爾包地鐵公司 |
|      | 2號線 | 巴紹里站 - 卡別澤斯站     | 2002     | 22.3      | 25     | 畢爾包地鐵公司 |
|      | 3號線 | 馬蒂科站 - 庫庫拉加站     | 2017     | 5.88      | 7      | 巴斯克鐵路公司 |
| 總計 | 總計  | 總計                      | 總計     | 49.165    | 48     |                |

### 未來計畫

畢爾包地鐵網絡的未來計畫。

#### 3號線
3號線西端按計畫將連接至毕尔巴鄂機場，路線將下穿機場，2021年完成並批准路線研究，但進一步計畫沒有具體時程。東端在2019年提出延長計畫，將目前地面路線北移並地下化，取代5號線計畫，以地鐵形式服務，預計最快2025~2026年完工，2022年巴斯克政府宣布同意承擔5號線的融資，延伸3號線東端的計畫獨立為5號線。

#### 4號線
4號線計畫最初於2008年提出，從1、2號線莫尤阿站向南延伸，呈南北走向。2009年3號線計畫公布後，4號線計畫北端延伸至馬蒂科站，甚至毕尔巴鄂機場。2011年相關研究提交巴斯克政府，但被持續擱置。2017年3號線開通之際，4號線沿線居民提出抗議，要求立即建設。2018年3月巴斯克政府經濟發展和基礎設施部長在巴斯克議會就 4 號線項目接受質詢時， 表示正在對路線的規劃進行審查，11月當局宣布了兩項新研究，這些研究將重新確定4 號線和 5 號線的需求，2019年政府提出新的路線方案，利用舊有桑坦德 - 畢爾包鐵路，而非建造新的地下路線，與1、2號線的交會站改為畢爾包-阿萬多車站。2022年當局宣布根據調查研究，4 號線南端將建造2.3公里的新地下路線，代表桑坦德 - 畢爾包鐵路將會改線。

#### 5號線
5號線計畫也於2008年提出，從1、2號線埃切瓦里站向東延伸。2010年當局宣布5號線進行招標，預計2012年動工、2016年完工，但之後未再有新的進度。2018年11月當局宣布了兩項新研究，重新確定4 號線和 5 號線的需求。2019年曾提出以3號線東延取代，2022年巴斯克政府宣布同意承擔5號線的融資，延伸3號線東端的計畫獨立為5號線，與舊規畫不同起點從1、2號線埃切瓦里站，改為巴斯克鐵路公司通勤路線E1、E4的埃切瓦里站， 5 號線預計2027年通車，2029年全線完工。

## 車輛

### 畢爾包地鐵

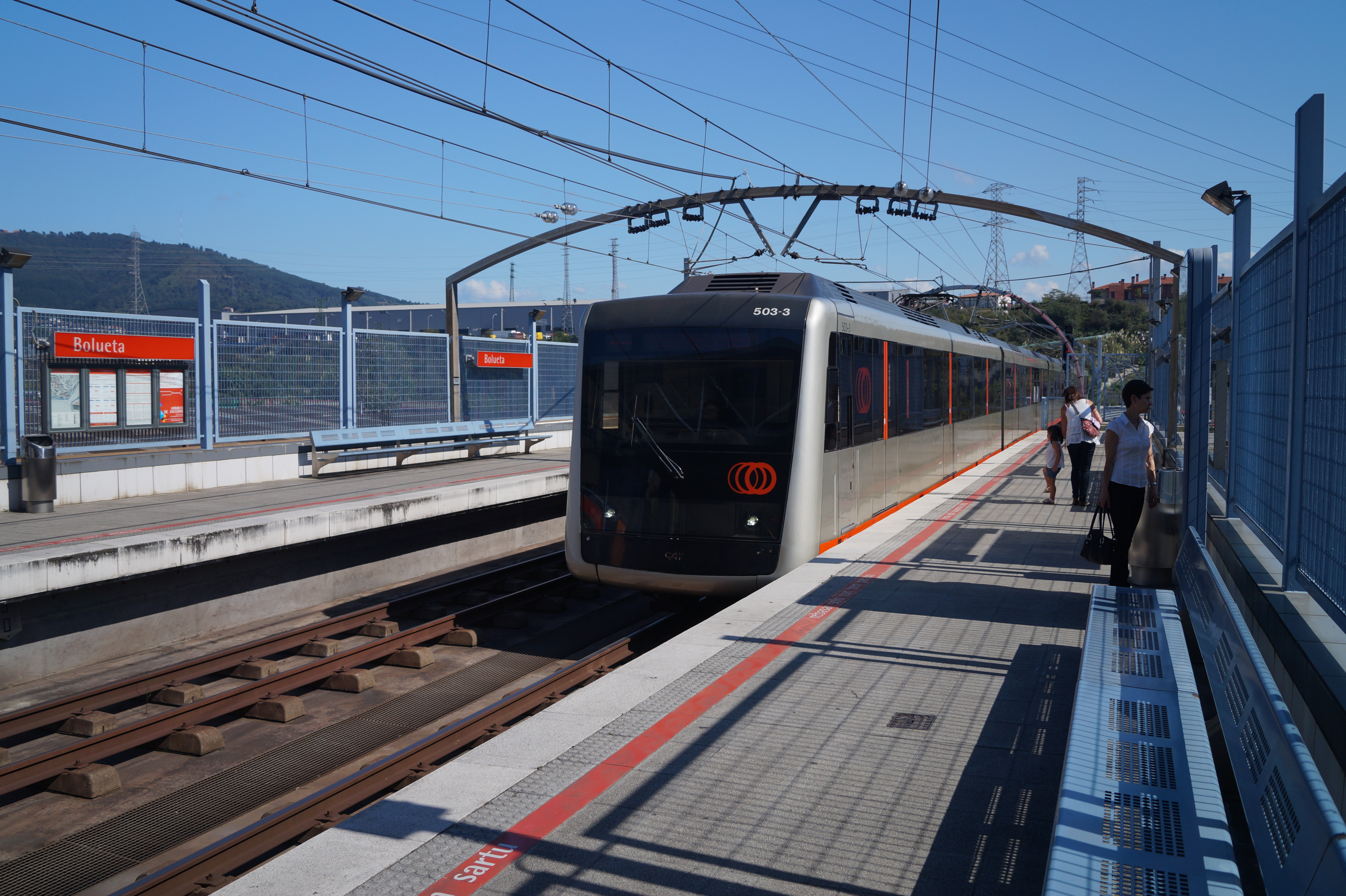
畢爾包地鐵UT500系列
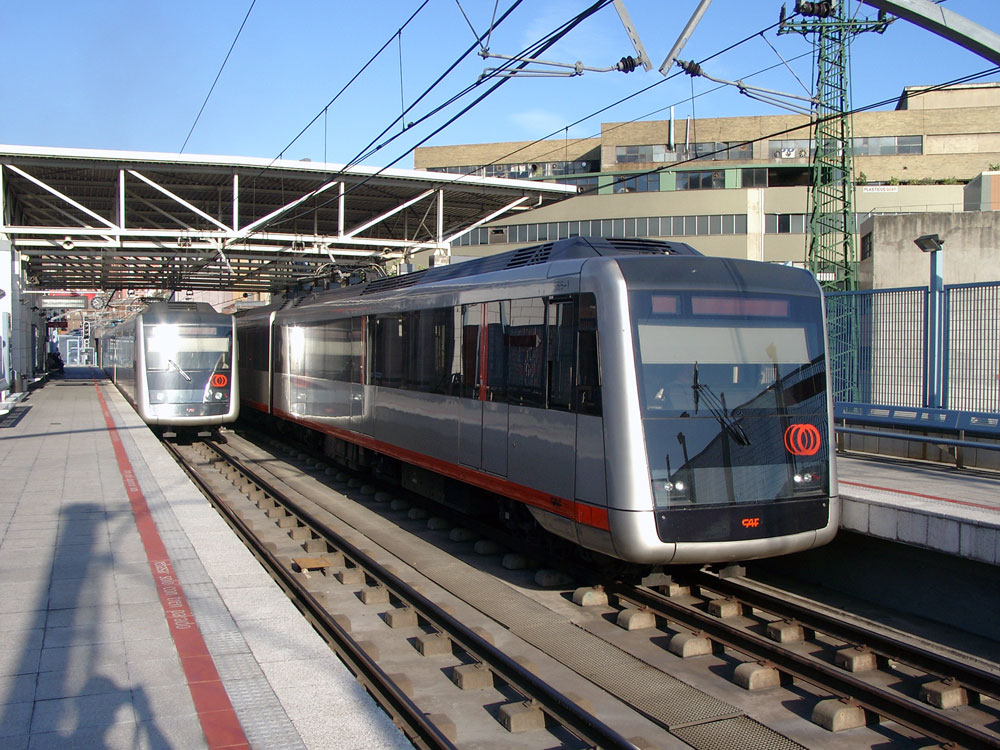
畢爾包地鐵UT550系列
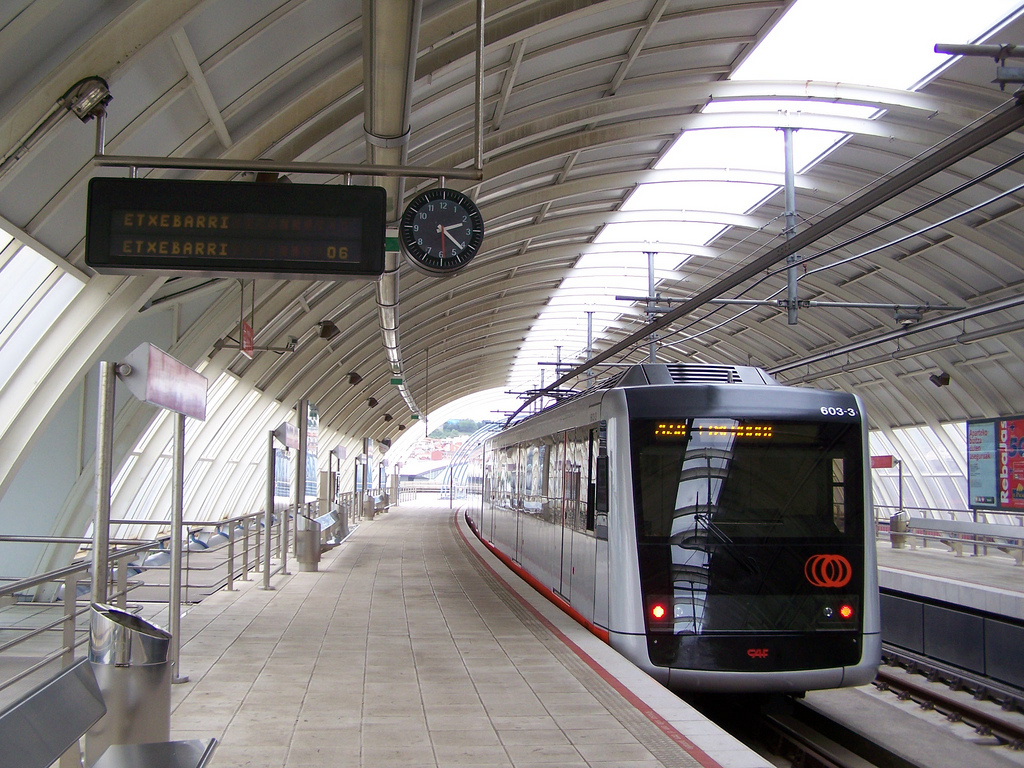
畢爾包地鐵UT600系列

畢爾包地鐵公司擁有三個系列的列車，由西班牙鐵路建設和協助公司 (CAF)製造。第一個系列為UT500系列，1995 年交付並投入使用，最初製造16列列車，每列都由4節車廂組成，所有車廂均帶動力，1996年增購8列。500系列最高速度80 公里/小時，載客量570人，2010年畢爾包地鐵向CAF訂購無動力拖車，使500系列可以擴充為5節編組，載客量達到712人。第二個系列為UT550系列，為滿足2號線的需求，於2001年10月交付，共13列列車，也是以4節動力車編組營運，目前仍使用4節編組運營。第三個系列為UT600系列，於2009年交付，同年12月17日投入使用，採用4動1拖5節編組運營，載客量718人。畢爾包地鐵車輛寬度為2.8公尺，在歐洲地鐵系統中屬於較寬的，而且其軌距僅1000mm，相較之下使用標準軌距的柏林地鐵最寬列車2.65公尺，巴黎地鐵約2.4公尺。

### 巴斯克鐵路

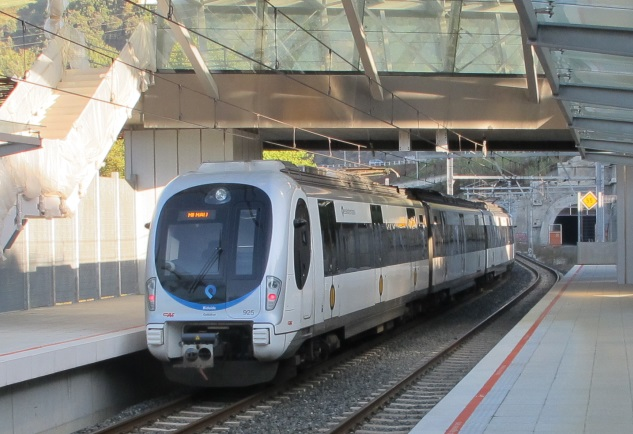
巴斯克鐵路EMU900系列
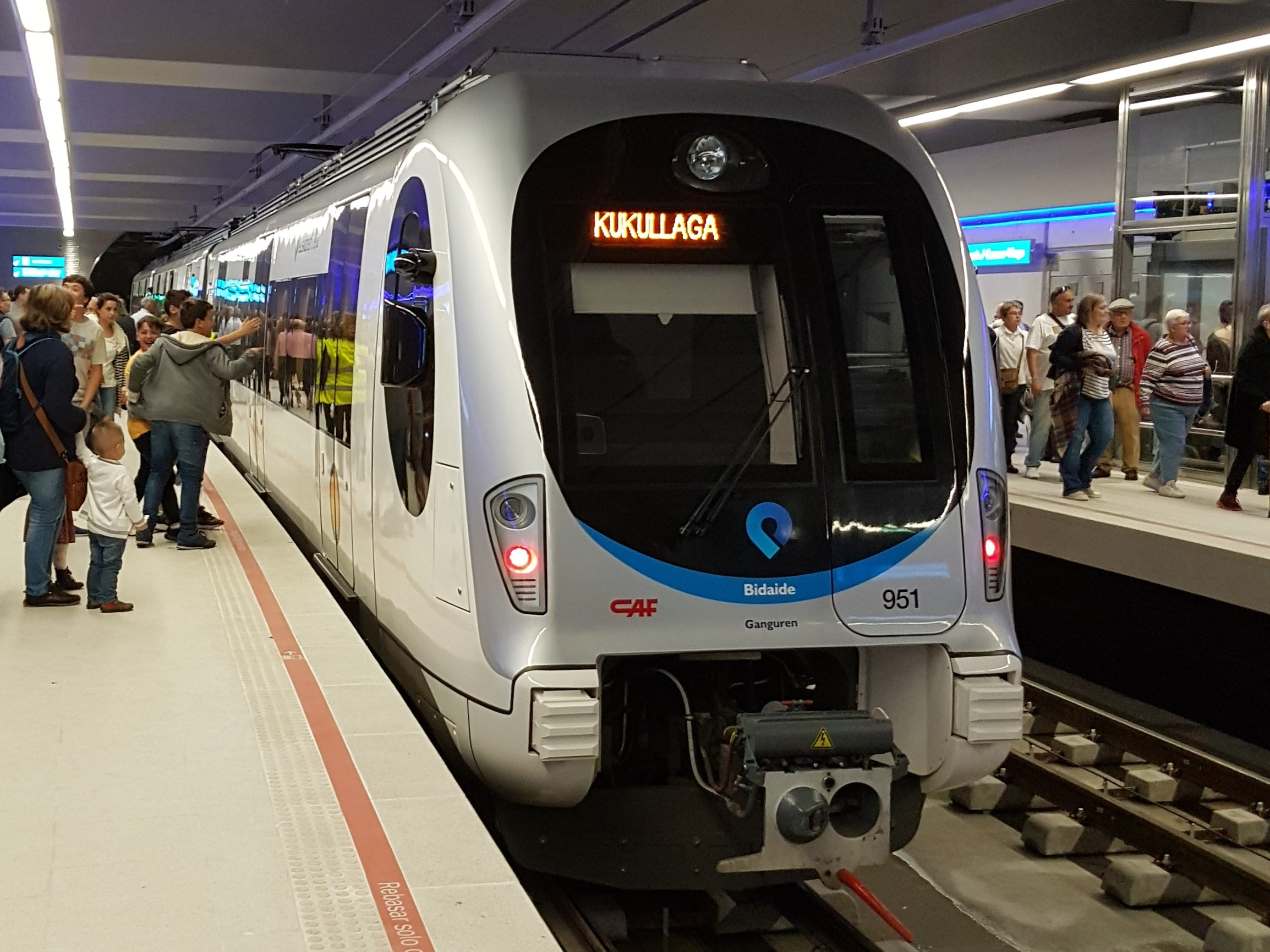
巴斯克鐵路EMU950系列

巴斯克鐵路公司目前有2個系列的列車，皆由CAF製造，地鐵3號線與同一軌道線上的通勤線使用相同列車。第一個系列為EMU900系列，2011年交付並投入使用，最初訂製27列列車，之後增加至30列，採用2動2拖4節編組運營，最高速度90公里/小時，載客量400人。第二個系列為EMU950系列，於2015年交付，2016年投入使用，製造28列列車，採用2動1拖3節編組運營，最高速度100 公里/小時，載客量300人。

## 營運資訊

### 票務
畢爾包地鐵公司與巴斯克鐵路公司都屬於比斯開運輸聯盟 (CTB)的一部分。畢爾包地鐵系統採用分區票價，一共分為3區，按旅程經過區域數計價，單程票分別為1.7、1.9、1.95歐元。CTB也出售電子票證「巴里克卡」使用該卡單程票分別為0.96、1.13、1.23歐元。使用巴里克卡可以購買月票和年票，月票效期30日，分為5種，如下表。年票僅出售給26歲以下乘客。
| 票種           | 效期 | 限制  | 限制 | 票價  | 票價  | 票價 |
| 票種           | 效期 | 年齡  | 次數 | 1區   | 2區   | 3區  |
| -------------- | ---- | ----- | ---- | ----- | ----- | ---- |
| 巴里克50       | 30天 | 不限  | 50次 | 33    | 38.8  | 43.5 |
| 巴里克70       | 30天 | 不限  | 70次 | 39.5  | 45.5  | 51   |
| 巴里克黃金     | 30天 | 不限  | 不限 | 47.5  | 52.5  | 57   |
| 巴里克青年70   | 30天 | <26歲 | 70次 | 33    | 38    | 43.5 |
| 巴里克黃金青年 | 30天 | <26歲 | 不限 | 40    | 44    | 48   |
| 年度26         | 1年  | <26歲 | 不限 | 240.5 | 278.5 | 312  |

### 時間班距
1、2號線運營時間為週一至週四的6 點至23點，週五以及公共假期前夕延長至隔日2 點。從週六6 點到週日23點，提供不間斷的通宵服務。1、2號線在不同票價分區班距不同，在1區班距約3分鐘，2區班距約6分鐘，3區班距約20分鐘，尖峰班距縮短，晨間、深夜班距拉長。
3號線營運時間從週一至週四5：36發出首班車，23：17發出末班車，週五、週六和假期前夕夜間通宵服務，直到週日晚間23：17發出末班車。平日班距7.5分鐘，晨間、深夜按時刻表運營，通宵服務時班距15分鐘，同一線路上還有通勤列車，因此實際班距更為密集。

## 外部連結
- 畢爾包地鐵公司官方網站 （页面存档备份，存于）
- 巴斯克鐵路官方網站 （页面存档备份，存于）
- Urban Rail.net